# European Research Consortium for Informatics and Mathematics
El European Research Consortium for Informatics and Mathematics (ERCIM) es una organización sin ánimo de lucro, bajo la forma de un consorcio, que tiene como objetivo principal promover proyectos de investigación en matemáticas e informática. Busca fomentar y alentar el trabajo en colaboración tanto de la comunidad académica, como la empresarial en el ámbito europeo. En el 2003 reemplaza al INRIA como el huésped europeo del W3C.
La sede del ERCIM está en el parque tecnológico Sophia Antípolis , en el Departamento de los Alpes Marítimos (Francia).

## Integrantes del ERCIM
- AARIT Austrian Association for Research in IT, en Austria
- CCLRC Council for the Central Laboratory of the Research Councils, en el Reino Unido
- CNR Consiglio Nazionale delle Ricerche, en Italia
- CRCIM Czech Research Consortium for Informatics and Mathematics, en República Checa
- CWI Centrum voor Wiskunde en Informática, en los Países Bajos
- FNR Fonds National de la Recherche, en Luxemburgo
- FNRS y FWO Fonds National de la Recherche Scientifique y Fonds Wetenschappelijk Onderzoek, en Bélgica
- ICS-FORTH Institute of Computer Science of the Foundation for Research and Technology - Hellas, en Grecia
- Fraunhofer-Gesellschaft en Alemania
- INRIA Institut National de Recherche en Informatique et en Automatique, en Francia
- NTNU Norwegian University of Science and Technology, en Noruega
- SARIT Swiss Association for Research in Information Technology, en Suiza
- SICS Swedish Institute of Computer Science, en Suecia
- SparCIM Spanish Research Consortium for Informatics and Mathematics, en España
- SZTAKI Magyar Tudományos Akadémia Számítástechnikai és Automatizálási Kutató Intézet, en Hungría
- IUA Irish Universities Association, en Irlanda
- VTT Technical Research Centre of Finland , en Finlandia

- Datos: Q3060803
- Multimedia: European Research Consortium for Informatics and Mathematics / Q3060803